# 佐久地域

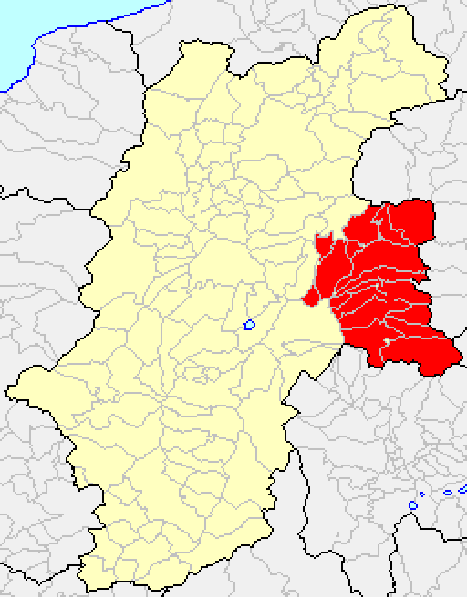
红色部分为佐久地区。

佐久地域代指长野县东信地方以小诸市和佐久市为中心的地区，在将长野县划分为10个区域时使用。有时也被称为佐久地方。

## 概述
佐久地域与佐久广域联盟的范围一致。截止2005年8月1日，人口为 221,752 人。西北与上田地区、西南与诹访地区、北部和东部与群马县、南部与山梨县接壤。
东部有臼井峠和内山峠与群马县相邻，是长野县与关东地区联系最紧密的地区。南佐久郡与山梨县中北部地区的交流较为活跃。
近年来，佐久地区集中了北陆新干线、 信越本线（现信浓铁道线）、上信越高速公路、中部横断高速公路、国道18号线、国道254号线、国道国道142号线。是从关东地区到长野县、新潟县和山梨县各地的运输和配送据点。国道141号横穿佐久地区。
轻井泽町和蓼科町是主要的旅游目的地。

## 市町村
以下是属于长野县佐久地域的市町村。
- 小诸市
- 佐久市
- 北佐久郡
  - 轻井泽町
  - 立科町
  - 御代田田町
- 南作郡
  - 佐久穗町
  - 小海町
  - 川上村
  - 南牧村
  - 南相木村
  - 北相木村

除此之外，有时也会将东御市的北御木地区列入佐久地区。

## 地点
- 佐久地方振兴局 - 佐久市迹部65-1 (邮政编码385-8533)

## 相关项目
- 佐久盆地
- 佐久郡
- 佐久广域联盟